# تشيزاري دانوفا
تشيزاري دانوفا (بالإيطالية: Cesare Danova)‏ مواليد 1 مارس 1926 في بيرغامو - الوفاة 19 مارس 1992 في لوس أنجلوس، هو ممثل أمريكي بدأ مسيرته الفنية سنة 1947. امتدت مسيرته الفنية لأكثر من 45 عاما.

## الأعمال
- ابنة الضابط
- كليوباترا
- تشي!
- شوارع متوسطة

## روابط خارجية
- تشيزاري دانوفا على موقع IMDb (الإنجليزية)
- تشيزاري دانوفا على موقع ألو سيني (الفرنسية)
- تشيزاري دانوفا على موقع أول موفي (الإنجليزية)
- تشيزاري دانوفا على موقع قاعدة بيانات الأفلام السويدية (السويدية)
- تشيزاري دانوفا على موقع إن إن دي بي (الإنجليزية)
- تشيزاري دانوفا على موقع قاعدة بيانات الفيلم (الإنجليزية)
- تشيزاري دانوفا على موقع كينوبويسك (الروسية)